# 劉爾炘
刘尔炘（1864年—1931年），字又宽、晓岚，号果斋，又号五泉山人，甘肃兰州人。清末翰林，中国近代学者、教育家。

## 生平
清光绪十一年（1885年），刘尔炘考中乡试第六名举人，光绪十五年（1889年），中式二甲进士，同年五月，改翰林院庶吉士。光绪十八年五月，散館，授翰林院編修。三年后，刘尔炘辞官返回兰州，潜心学问，并主讲五泉书院。甘肃省设立高等学堂（今甘肃省兰州第一中学前身）后，任总教习多年。
辛亥革命后，刘尔炘曾任甘肃省临时议会副议长。民国十七年（1928年），任豫陕甘及行政院赈灾委员会委员。民国二十年（1931年）卒。

## 纪年
民国年间，创办于兰州府文庙旧址的“私立志果中学”（今兰州市第二中学前身）即为缅怀刘尔炘而命名。

## 成就
刘尔炘多年治经史，专著述，有《果斋前集》、《果斋续集》、《果斋别集》以及《果斋日记》、《劝学迩言》等。刘尔炘善书画，尤工楷书、隶书，长于绘画兰草、山水。此外，他擅作楹联，平生所作楹联有二三百副之多。